# Kuinre
Kuinre es un pueblo en la provincia de Overijssel, Países Bajos. Fue un municipio separado hasta 1973, cuando se convirtió en parte de IJsselham, que a su vez se fusionó con el municipio de Steenwijkerland en 2001.
Kuinre es una antigua ciudad costera con una historia muy rica. En los días del Zuiderzee, el puerto de Kuinre era uno de los más importantes del Zuiderzee. Después de la finalización del Noordoostpolder Kuinre se convirtió en un lugar sin salida al mar; las empresas, las tiendas y los pescadores dejaron de existir. Se puede visitar el puerto y los muelles que están en tierra seca desde 1942.

## El Kuinderburcht
En lo que fue la costa de Kuinre, hasta 1942, se encuentra ahora el bosque Kuinderbos donde están las ruinas del primer castillo Kuinderburcht, en su tiempo habitado por De Heren van Kuinre (Los Señores de Kuinre). Estos fueron en su época los peores piratas de los Países Bajos del Norte. Su castillo estaba situado en una ubicación estratégica con respecto a las rutas Hanseáticas hacia el Báltico. Este castillo de Kuinre data del año 1204 y es el más antiguo de los dos que fueron construidos en la ciudad.

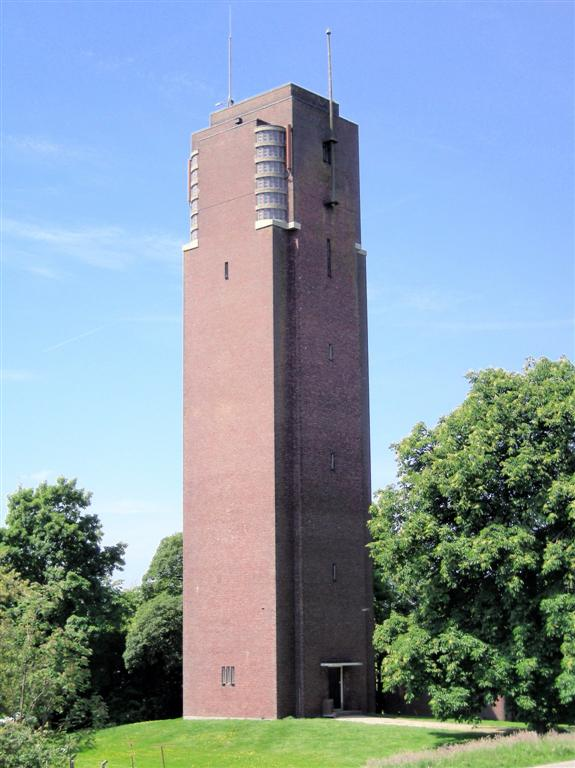
"Watertoren" Torre de agua
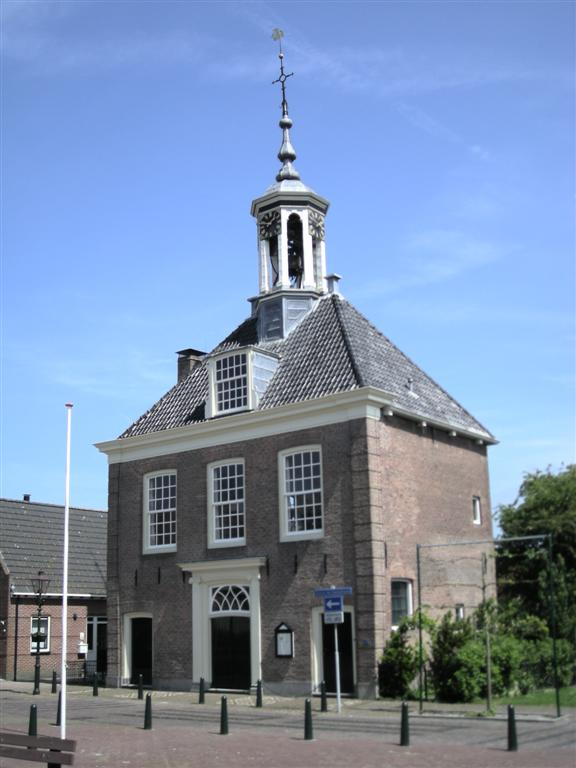
"Waag" Casa de Pesas y Medidas
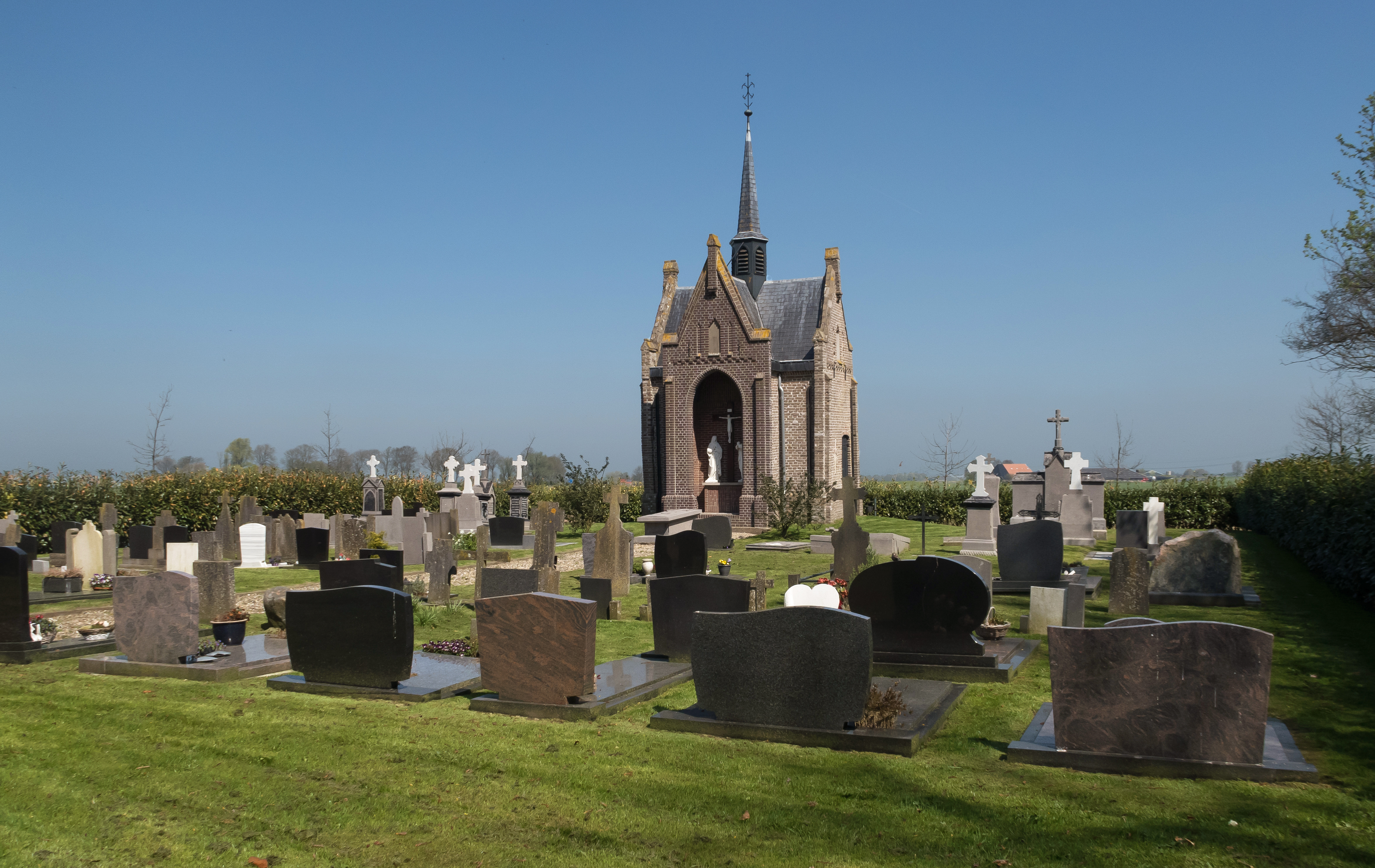
Cementerio católico
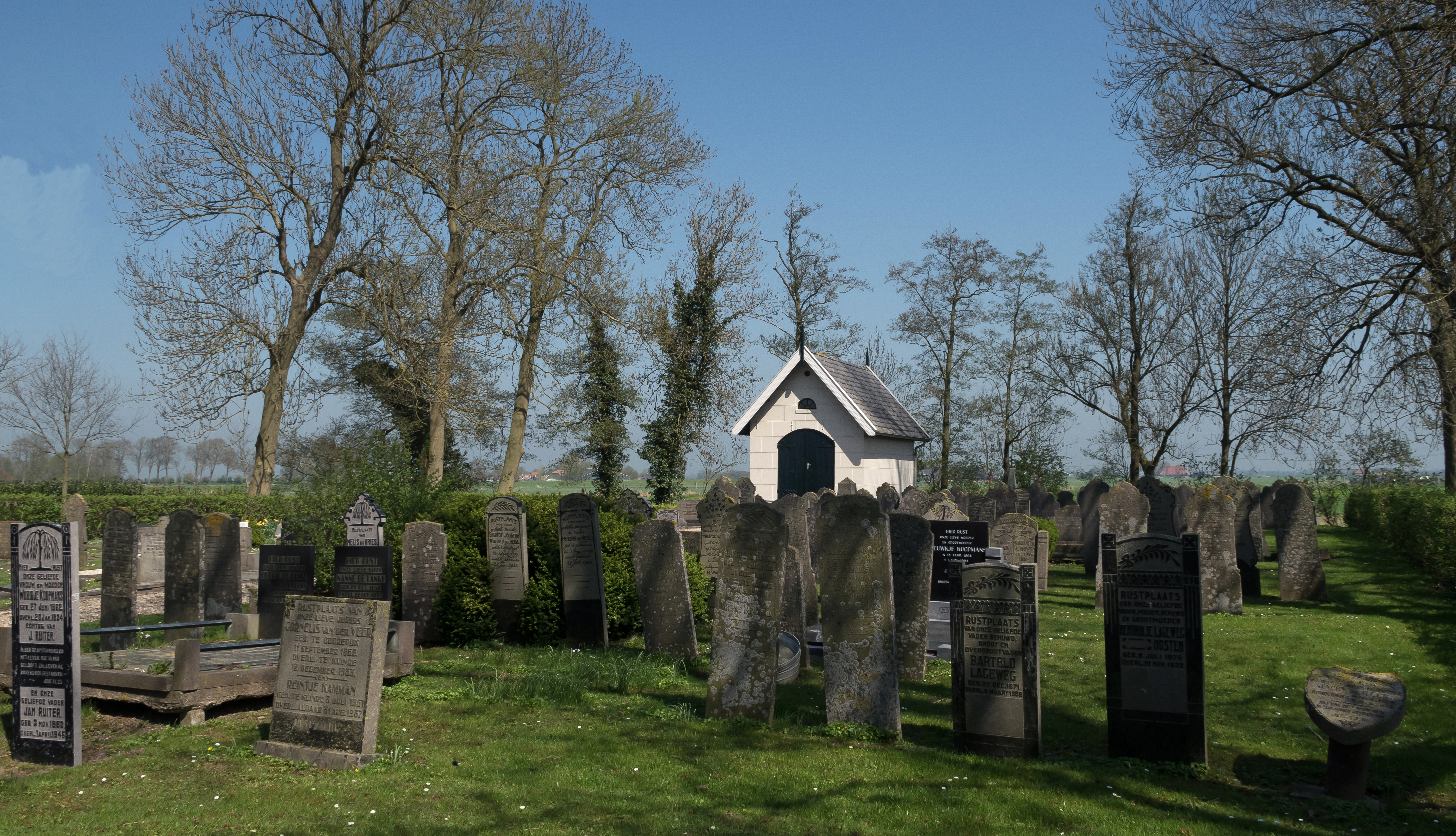
Cementerio general (la parte vieja)
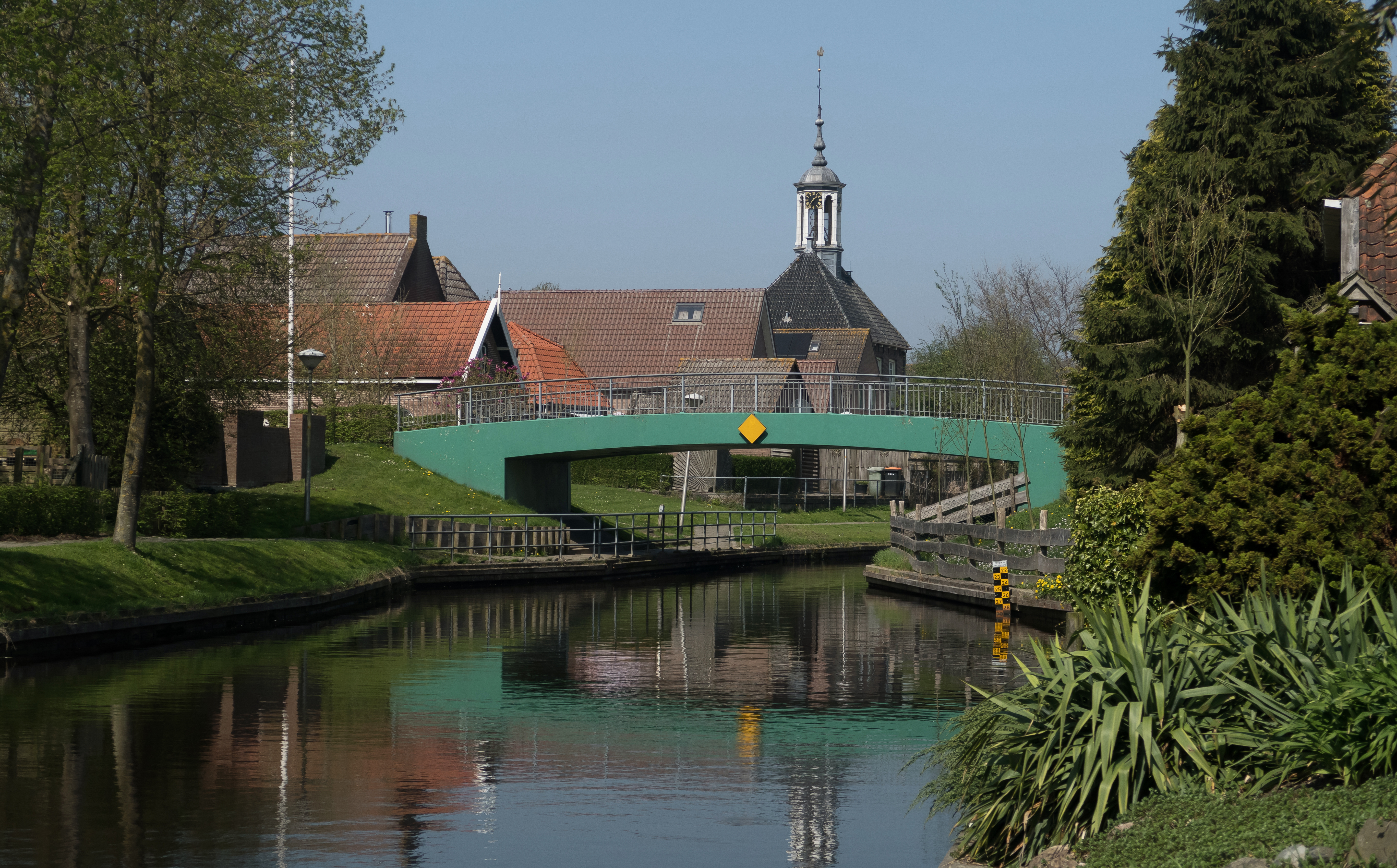
Puente cerca la Nieuwstad
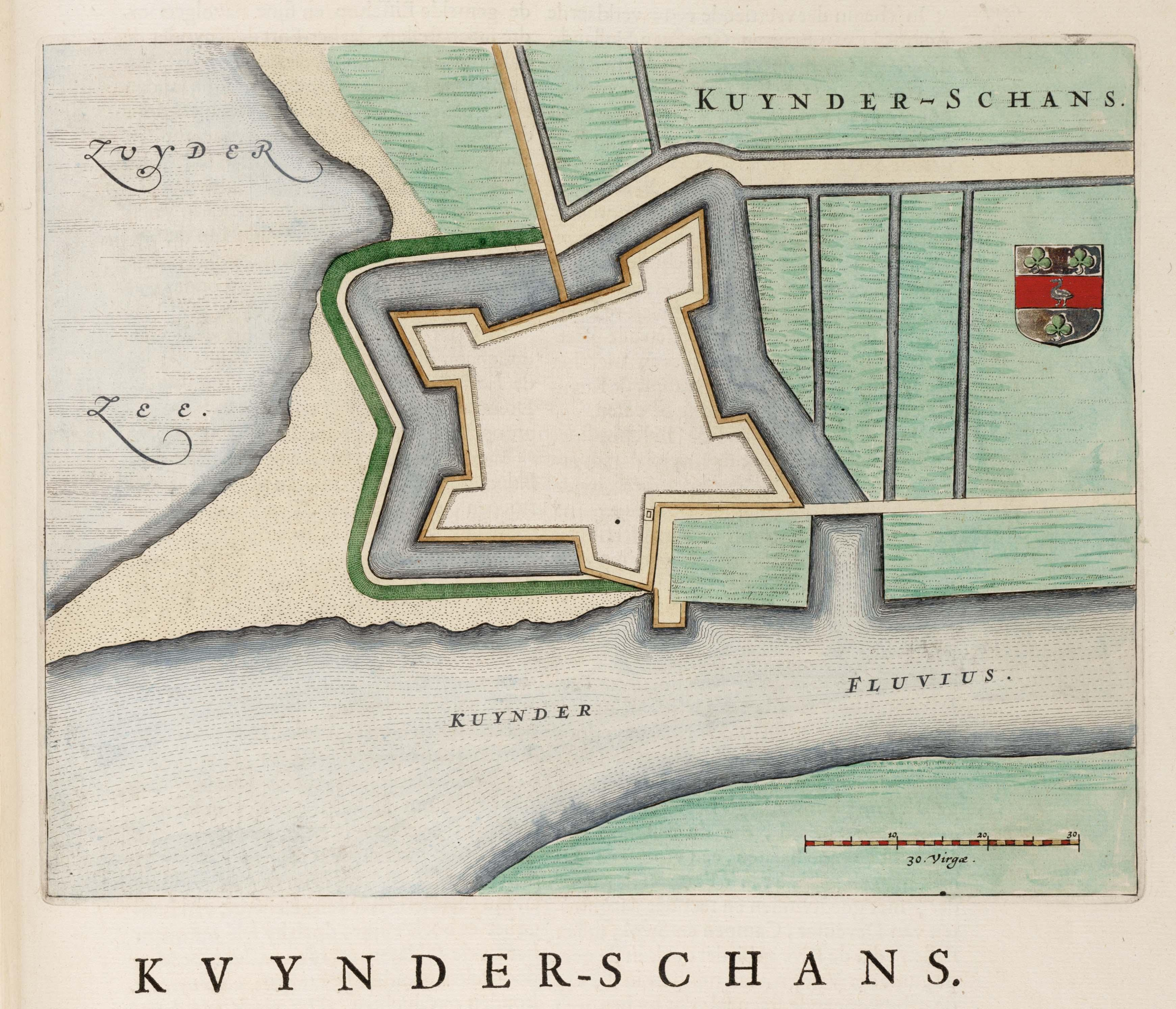
"Kuynder-schans" Viejo fortín